# جينا كروز بلاكليدج
جينا كروز بلاكليدج (من مواليد 8 يوليو 1969) محامية وسياسية مكسيكية، وهي عضو مجلس الشيوخ عن حزب العمل الوطني من ولاية باجا كاليفورنيا.
ولدت كروز بلاليدج في مكسيكالي. تخرجت من جامعة باجا كاليفورنيا المستقلة. انتخبت في مجلس النواب عام 2002، ومن 2015 إلى 2018. كما تم انتخابها لعضوية مجلس الشيوخ في الانتخابات العامة لعام 2018.